# Akindzsi

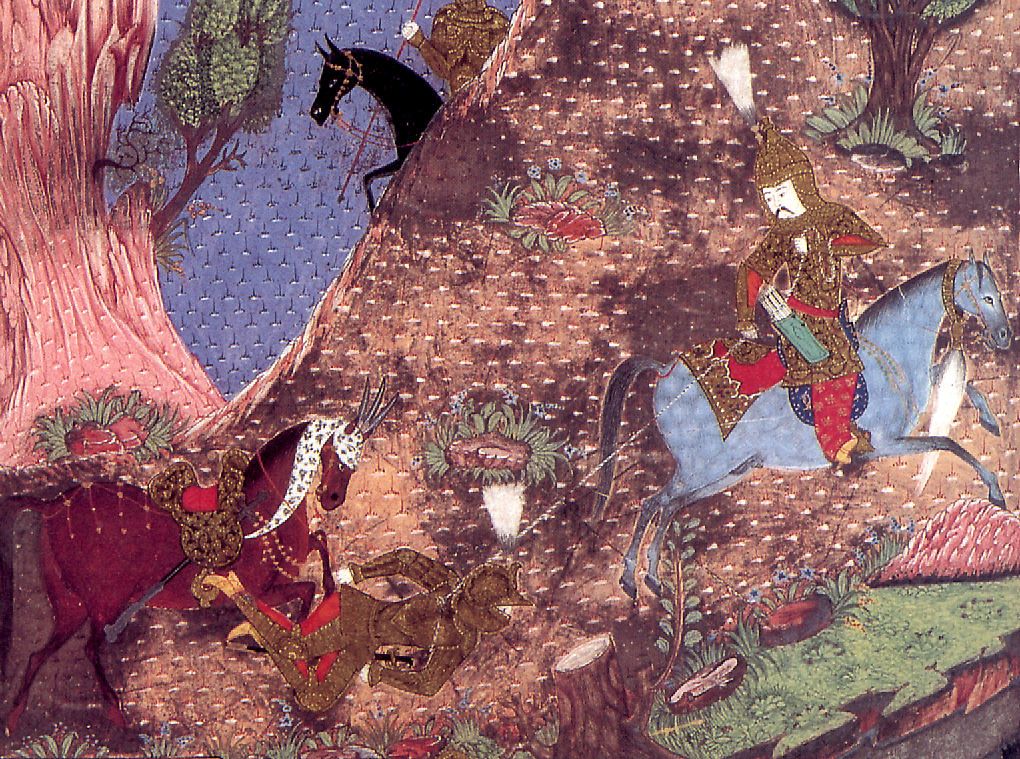
Egy akindzsi kötélen vonszol egy magyar lovagot a második rigómezei csatában (1448. október 17–20)

Az akindzsi (törökül akıncı) irreguláris könnyűlovas katona volt az oszmán hadseregben.
Az akindzsik általában kevés katonai képesítésben részesültek, de viszonylag jó lovasoknak bizonyultak. Egy részük az elővédet képezte, és mintegy „megtorló alakulatnak” számítottak, amely beszerezte az élelmet, és felperzselte a vidéket. Nyílt csatákban harcértékük a képzettebb erőkkel szemben elmaradt. A szpáhikkal vettek részt a nagy horderejű, döntő támadásokban. Hadjárat idején csak a fővezér engedélyével kezdhettek dúlást, békeidőben foglyokat és híreket szereztek, s állandóan nyugtalanították a velük szemben állókat. Száz fő alatti osztagaikat csetének, az annál nagyobbakat hárimlinak nevezték.
Az akindzsik páncélt nem viseltek, könnyű felszerelésük lévén gyorsan mozogtak mind a harcmezőn, mind portyázásaik során. Fegyverzetük tipikusan könnyű kopja és szablya, sőt íjat is alkalmaztak. Jellegzetes piros föveget viseltek, védőfelszerelésként kerek, kisméretű, dudoros pajzsot használtak. A belső-ázsiai könnyűlovasság pajzsot kevéssé alkalmazott, de az íj felszerelésük legfontosabb, nélkülözhetetlen darabja: ez is mutatja, hogy az akindzsik nem tévesztendőek össze a belső-ázsiai, lovas nomád könnyűlovassággal, bár harcmodoruk számos eleme azonos. Hadviselésük a lesvetésekre, rosszul védett helységek megrohanására, portyázásra épültek, az ellenséges területeket nyugtalanító, gyengítő török betörések főerejét többnyire az akindzsi-lovasság képezte.
Őseiket a 11. század elején a bizánci uralkodók Örményországból telepítették át, határvédő céllal. A 14. század elején vezéreikkel együtt átálltak az oszmán hódítók oldalára, s lassan áttértek az iszlámra is. Az akindzsik Ruméliából kiindulva benyomultak mélyen Európába, hogy a többi országot is zavarhassák, közben felderítették a terepet és előkészítették a nagyobb hadjáratokat. A 14. század végétől dúlják Magyarországot, 1471-től pedig rendszeresek betöréseik az osztrák örökös tartományokba. 1475-ben az akindzsik már elérték Oroszországot is. Mindent összevetve pusztításuk és vadságuk elmaradt a tatárokéhoz képest.
Az 1532-es leobersdorfi csatában Kászim pasa 16-20 ezer akindzsiből álló seregét a II. Frigyes pfalzi választófejedelem vezette, 1000 német páncélos lovasból, 1000 magyar huszárból és 20 ezer landsknecht gyalogosból álló német-római császári csapatok teljesen szétverték.
Az akindzsik súlyos veszteséget szenvedtek 1595-ben Gyurgyevónál (Giurgiu) a Bocskai István vezette keresztény hadaktól: a Duna bal partján rekedt, a török sereg elővédjét alkotó, az átkelést biztosító könnyűlovasokat a folyóhoz szorították, és részben tüzérséggel, részben közelharcban lemészárolták. Állítólag százezer akindzsi esett el ebben a küzdelemben, amely nyilvánvalóan túlzás, de az akindzsik mint hagyományra épülő fegyvernem ezt a vereséget sosem heverte ki, a továbbiakban jelentős szerepet a török hadviselésben már nem játszott, szerepüket az Oszmán Birodalom hűbéreseként a krími tatárokból szervezett lovasegységek vették át.[forrás?]